# Irene Muloni
Irene Nafuna Muloni, née le 18 novembre 1960 dans l'actuel district de Bulambuli, est une femme d'affaires, femme politique (députée et ministre) et ingénieure ougandaise.

## Biographie
Elle naît le 18 novembre 1960, dans ce qui est devenu le district de Bulambuli, à l'Est de l'Ouganda. Elle fréquente l'école primaire pour filles de Budadiri avant d'entrer au lycée de Gayaza. En 1982, elle prolonge ses études à l'Université Makerere, la plus ancienne université d'Afrique de l'Est, pour étudier l'ingénierie. En 1986, elle obtient un Bachelor of Science en ingineerie électrique (BSc.E.Eng). Plus tard, elle obtient aussi une maîtrise en administration des affaires (MBA) à l'Université Capella de Minneapolis, dans le Minnesota aux États-Unis. Elle est également spécialiste certifiée des partenariats public-privé.
De 2002 à 2011, après un parcours d'ingénieure et de responsable de service, elle devient directrice générale de l'Uganda Electricity Distribution Company Limited (UEDCL), une société parapublique ougandaise, responsable de la distribution de l'énergie électrique aux clients commerciaux et aux particuliers dans tout le pays. 
En 2011, elle entre en politique. Elle est élue députée du district de Bulambuli, représentante des femmes, de 2011 à 2016, date à laquelle elle perd son siège au profit de la candidate indépendante Sarah Wekomba. Elle récupère ce siège après les élections générales de 2021. Le 27 mai 2011, elle devient aussi ministre de l'énergie et des minéraux au sein du cabinet ougandais, jusqu'en décembre 2019, conservant ce poste dans une nouvelle équipe gouvernementale constituée après les élections nationales de 2016, puis le perdant en décembre 2019. Ce ministère est important dans les prises de décision sur des investissements lourds, notamment d'entreprises étrangères. Son départ du cabinet ministériel  est analysé comme l'impact de différentes affaires et rumeurs de corruption dans le domaine dont elle a la charge, et le besoin de renouvellement.